# Baryceros candidus
Baryceros candidus là một loài tò vò trong họ Ichneumonidae.